# Spencer Tracy
Pour les articles homonymes, voir Tracy.
Spencer Tracy est un acteur américain, né le 5 avril 1900 à Milwaukee (Wisconsin) et mort le 10 juin 1967 à Beverly Hills (Californie), connu pour son style d'interprétation naturel et sa polyvalence. Figure majeure de l'âge d'or d'Hollywood, il est le premier acteur à remporter deux Oscars consécutifs, sur neuf nominations. Au cours de sa carrière, il apparaît dans 75 films et se forge une réputation parmi ses pairs comme étant l'un des plus grands acteurs de cinéma. En 1999, l'American Film Institute le classe « 9e acteur de légende » dans sa liste des AFI's 100 Years... 100 Stars.
Tracy découvre son talent d'acteur pour la première fois alors qu'il étudie au Ripon College (en), et reçoit ensuite une bourse pour aller à l'American Academy of Dramatic Arts. Il passe sept ans dans le théâtre, jouant dans une succession de compagnies théâtrales (en) et par intermittence à Broadway. Sa percée a lieu en 1930, lorsque son rôle principal dans The Last Mile attire l'attention d'Hollywood. Après un premier film réussi avec Up the River (1930) de John Ford (aux côtés d'Humphrey Bogart), il signe un contrat avec Fox Film. Les cinq années de Tracy chez Fox sont marquées par un tour de force d'acteur après l'autre qui sont généralement ignorés au box-office, et il reste largement inconnu du public après 25 films, presque tous le mettant en vedette dans le rôle principal. Aucun d'entre eux n'est un succès, bien que son rôle dans The Power and the Glory (1933) est très apprécié à l'époque.
En 1935, il rejoint la Metro-Goldwyn-Mayer (MGM), à l'époque le studio le plus prestigieux d'Hollywood. Sa carrière s'épanouit à partir de son cinquième film chez MGM, Fury (1936), et en 1937 et 1938, il remporte des Oscars consécutifs pour Capitaines courageux et Des hommes sont nés. Il fait équipe avec Clark Gable, l'acteur principal du studio, pour trois succès majeurs au box-office, de sorte qu'au début des années 1940, Tracy est l'une des plus grandes vedettes de la MGM. En 1942, il apparaît avec Katharine Hepburn dans La Femme de l'année, entamant un partenariat professionnel et personnel qui aboutit à neuf films en 25 ans. En 1955, il remporte le prix d'interprétation masculine du Festival de Cannes pour son rôle dans Un homme est passé.
Spencer Tracy quitte la MGM en 1955 et continue à travailler régulièrement en tant qu'acteur indépendant, malgré plusieurs problèmes de santé et une lassitude et une irritabilité croissantes à mesure qu'il vieillit. Sa vie personnelle est troublée, avec une lutte permanente contre un alcoolisme grave et la culpabilité liée à la surdité de son fils. Lui et sa femme Louise se séparent dans les années 1930, mais le couple ne divorce jamais. Sa relation de 25 ans avec Katharine Hepburn est un secret de polichinelle. Vers la fin de sa vie, il travaille presque exclusivement avec le réalisateur Stanley Kramer. C'est pour lui qu'il tourne son dernier film, Devine qui vient dîner... (1967), terminé 17 jours seulement avant sa mort.

## Biographie

### Enfance et débuts

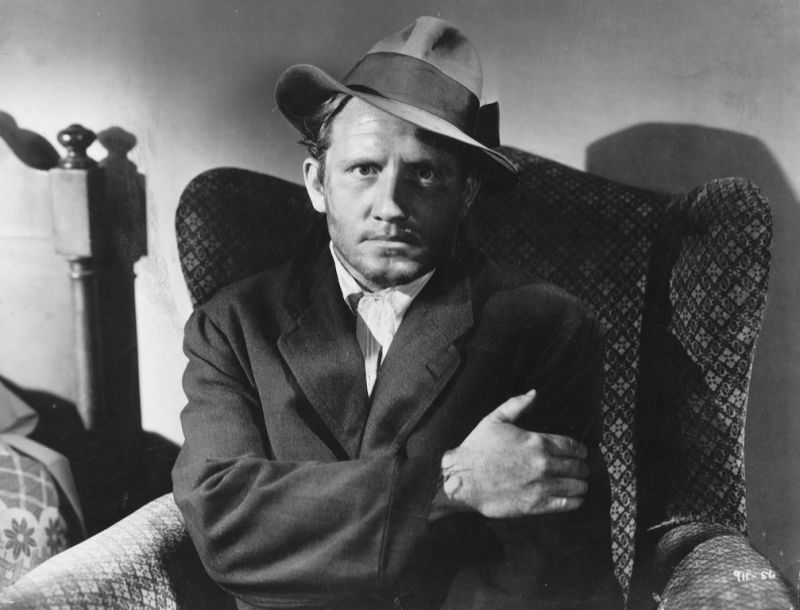
Spencer Tracy dans Furie (1936).

Né à Milwaukee dans le Wisconsin, Spencer Bonaventure Tracy est le second fils de John Edward Tracy, vendeur de camions, catholique, d'origine irlandaise, et de Caroline Brown, protestante convertie à la Science chrétienne.
Enfant hyperactif et difficile, il manifeste très tôt un intérêt pour le cinéma, à tel point qu'il regarde des films et en rejoue des scènes devant ses amis et ses voisins.
En 1921, il fait ses débuts sur scène dans une pièce de théâtre intitulée The Truth et décide de se lancer dans une carrière d'acteur. Il se fait bientôt remarquer et, lors d'une tournée de sa troupe à New York, est auditionné pour un rôle puis accepté à l'American Academy of Dramatic Arts. Il excelle désormais sur les planches.

## Carrière
Spencer Tracy fait une apparition en 1930 dans deux courts-métrages, Taxi Talks et The Hard Guy. Il joue ensuite dans The Last Mile. John Ford ayant remarqué sa prestation lui propose un rôle dans son film Up the River. Le film est un succès et John Ford y juge l'acteur « parfait ».
Les premiers films où joue Tracy sont considérés comme mineurs : Ceux de la zone est un échec malgré de bonnes critiques et les moyens mis en œuvre par la 20th Century Fox, qui mise beaucoup sur le jeune acteur. Durant le tournage de Marie Galante en 1934, il est retrouvé inconscient dans sa chambre d'hôtel et hospitalisé d'urgence, forçant la 20th Century Fox à interrompre le travail. L'incident irrite la compagnie, qui met un terme à son contrat l'année suivante.
La MGM l'engage aussitôt et lui propose de jouer dans La Double Vengeance qui marque aussi les débuts de James Stewart. D'abord employé comme second rôle pour servir les vedettes telles que Myrna Loy ou Jean Harlow, Tracy s'impose définitivement en 1936 grâce au succès de Furie, de Fritz Lang. C'est le début d'une carrière fulgurante, où il passe des rôles difficiles ou ambigus, comme dans Un homme est passé de John Sturges, aux comédies (Une fine mouche, Madame porte la culotte) et aux films de guerre (Trente Secondes sur Tokyo, La Septième Croix).

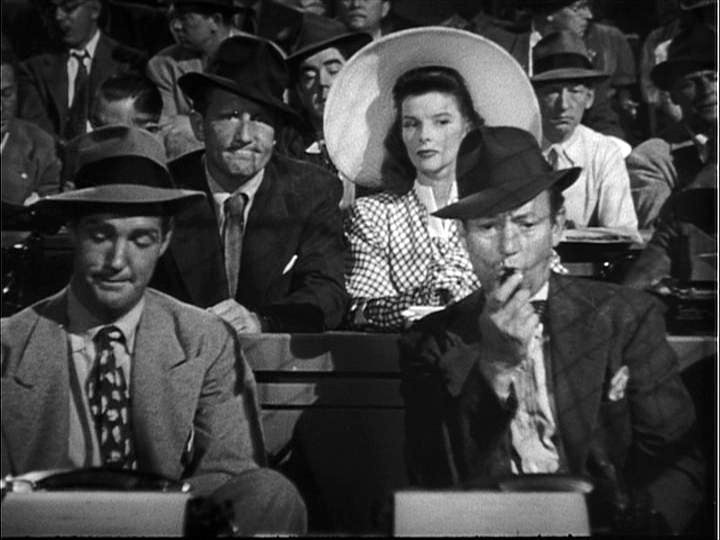
Spencer Tracy et Katharine Hepburn dans La Femme de l'année (1942).

Dans la nuit du 10 juin 1967, il est terrassé par une crise cardiaque alors qu'il est en train de se préparer une tasse de thé, dix-sept jours après la fin du tournage de Devine qui vient dîner..., de Stanley Kramer et avec Katharine Hepburn. C'est d'ailleurs cette dernière qui le découvre mort dans sa cuisine. Le film sort en décembre, six mois après son décès.

## Vie privée
En 1923, Spencer Tracy épouse la comédienne Louise Treadwell (1896-1983). Le couple aura deux enfants : John et Susie. John naît en 1924 avec une malformation qui le rend sourd. Louise attend trois ans avant de le révéler à Tracy et celui-ci, convaincu que ce qui est arrivé à son fils est le fruit de ses propres péchés, sombre dans l'alcoolisme. Cela ne l'empêchera pas de multiplier toute sa vie les liaisons extraconjugales, sans pour autant quitter officiellement sa femme car, en fervent catholique, il refuse le divorce.
En 1942 il rencontre Katharine Hepburn sur le tournage de La Femme de l'année. C'est le début d'une liaison qui, entrecoupée de pauses, durera jusqu'à la mort de l'acteur en 1967.
Outre Katharine Hepburn, Spencer Tracy compte parmi ses conquêtes plus éphémères un grand nombre de ses partenaires au cinéma :
- Loretta Young en 1933, pendant le tournage de Ceux de la zone. Bien que leur liaison soit devenue publique (entraînant une séparation entre Tracy et sa femme), leurs convictions religieuses leur interdisent d'envisager le mariage[11] : la fin de leur relation marque profondément l'acteur[12], qui se réconcilie momentanément avec Louise en 1935[13] ;
- Myrna Loy en 1935-1936, rencontrée sur les plateaux de On a volé les perles Koronoff et Une fine mouche. L'actrice, fiancée à Arthur Hornblow Jr, jouit d'une bonne réputation et a repoussé les avances de stars comme Clark Gable ou Lionel Barrymore : elle fait une exception pour Tracy, qui continuera à venir la voir discrètement sur certains de ses tournages, tandis qu'après la guerre, c'est elle qui lui rendra clandestinement visite dans sa chambre d'hôtel de Beverly Hills[14],[15],[16],[17],[18]. 
À son sujet Tracy confie à Garson Kanin : « J'aurais préféré faire une série de films avec elle plutôt qu'avec l'autre [Katharine Hepburn]. Myrna avait certains penchants et je pense l'en avoir guérie. Dieu merci, j'ai couché avec Myrna Loy avant que l'autre ne vienne tout gâcher[19]. » ;
- Joan Crawford en 1937, pendant le tournage de Mannequin. Leur histoire ne laisse pas un très bon souvenir à l'actrice en raison des problèmes d'alcoolisme de Tracy[20],[21],[22] ;
- Ingrid Bergman en 1942, durant le tournage de Docteur Jekyll et M. Hyde et bien que l'actrice suédoise ait alors une liaison avec Victor Fleming[23]. La relation tourne court du fait de l'instabilité affective des deux partenaires[24] ;
- Gene Tierney en 1952, pendant le tournage de Capitaine sans loi. La fin de leur aventure coïncide avec le clap final du film[25],[26].

## Postérité et hommages
Cinquante ans plus tard, Tracy est toujours reconnu comme l'un des acteurs les plus talentueux de son époque. Son jeu réaliste tranche avec celui, plus stylisé et daté, de ses partenaires des années 1930. Ainsi est-il dans La Septième Croix, en dépit de sa corpulence, convaincant dans le rôle d'un prisonnier échappé d'un camp de concentration. L'acteur Van Johnson surnomma Tracy « mon mentor »[réf. nécessaire].
En 1988, l'université de Californie et Susie Tracy créent l'UCLA Spencer Tracy Award. Cette récompense honore les acteurs pour leur apport au cinéma. Parmi les lauréats se trouvent William Hurt, James Stewart, Michael Douglas, Denzel Washington, Tom Hanks, Sir Anthony Hopkins, Jodie Foster, Harrison Ford, Anjelica Huston, Nicolas Cage, Kirk Douglas, Jack Lemmon et Morgan Freeman.

## Filmographie

### Cinéma

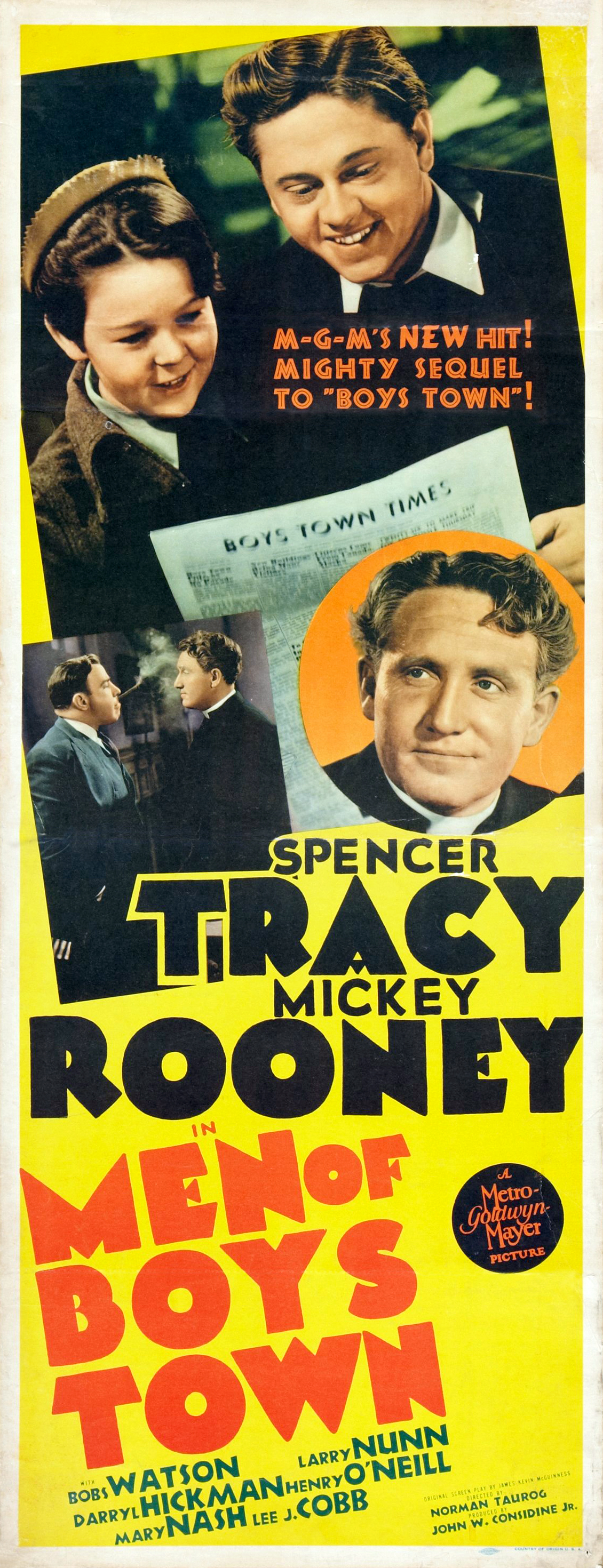
Des hommes vivront (1941).

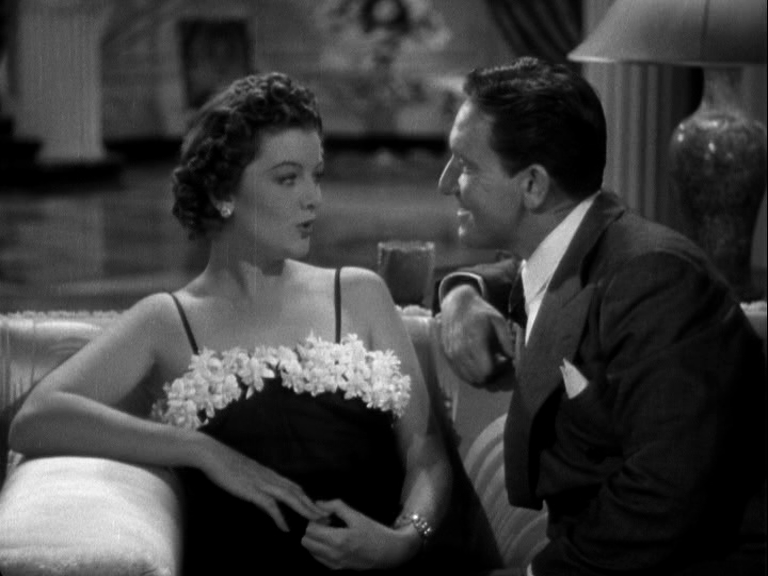
Spencer Tracy avec Myrna Loy dans Une fine mouche (1936)

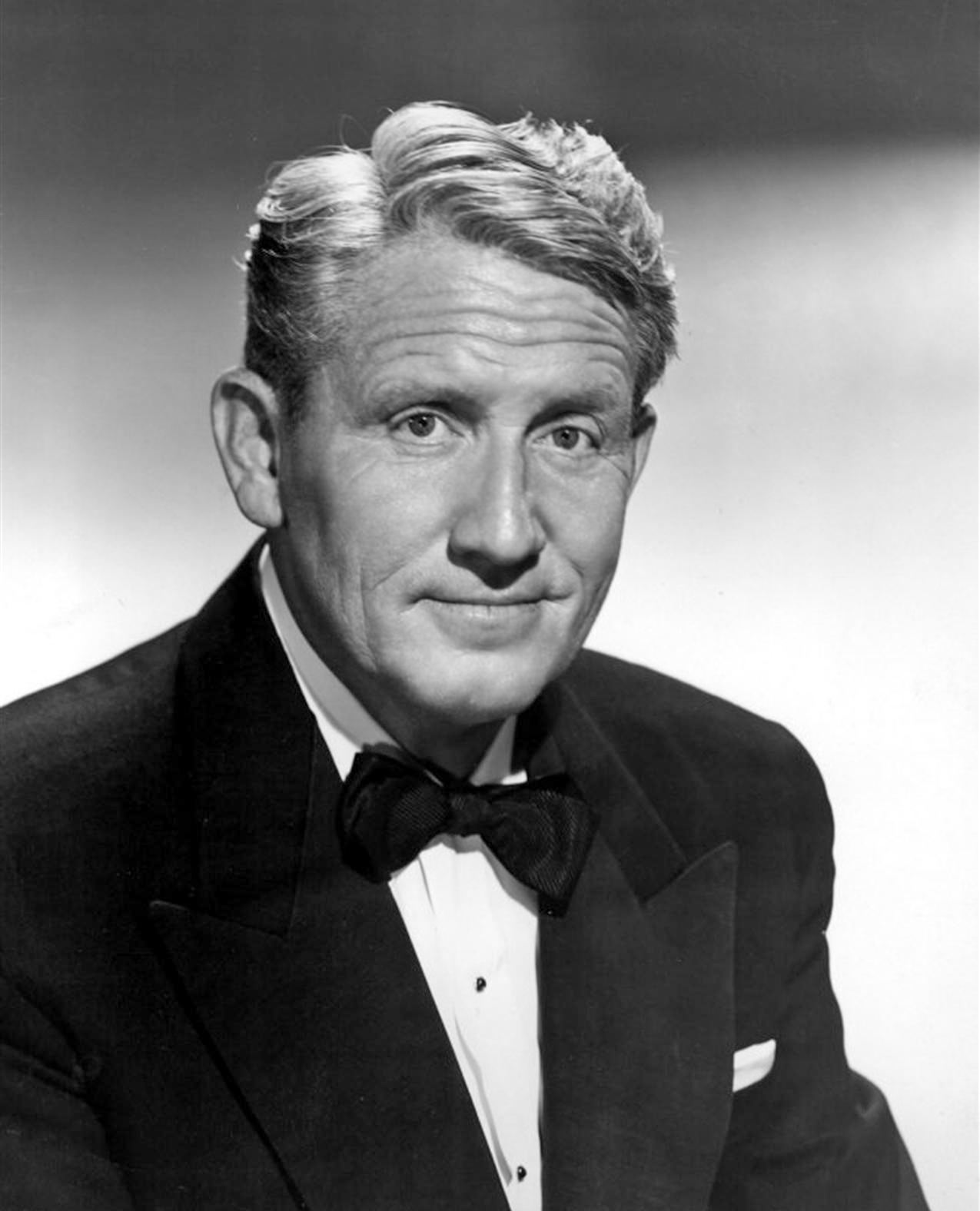
Spencer Tracy dans L'Enjeu (1948).

- 1930 : The Strong Arm (court métrage)
- 1930 : Taxi Talks (court métrage) : un chauffeur de taxi
- 1930 : The Hard Guy (court métrage) : Guy
- 1930 : Up the River de John Ford : Saint Louis
- 1931 : Fortunes rapides (Quick Millions) de Rowland Brown : Daniel J. Raymond
- 1931: Amour et six cylindres (en) (Six Cylinder Love) de Thornton Freeland] : William Donroy
- 1931 : Goldie de Benjamin Stoloff : Bill
- 1932 : She Wanted a Millionaire de John G. Blystone : William Kelley
- 1932 : L'As, malgré lui[réf. nécessaire] (Sky Devils) d'A. Edward Sutherland : Wilkie
- 1932 : Disorderly Conduct (Disorderly Conduct) de John W. Considine Jr. : Dick Fay
- 1932 : Jeune Amérique (Young América) de Frank Borzage : Jack Doray
- 1932 : Society Girl de Sidney Lanfield : Briscoe
- 1932 : The Painted Woman de John G. Blystone : Tom Brian
- 1932 : Me and My Gal de Raoul Walsh : Danny Dolan
- 1932 : Vingt Mille Ans sous les verrous (20 000 Years in Sing Sing) de Michael Curtiz : Tommy Connors
- 1933 : Face in the Sky (en) de Harry Lachman : Joe Buck
- 1933 : Shanghai Madness de John G. Blystone : Pat Jackson
- 1933 : The Power and the Glory de William K. Howard : Tom Garner
- 1933 : Ceux de la zone (Man's Castle) de Frank Borzage : Bill
- 1933 : Ravisseurs (en) (The Mad Game) d'Irving Cummings : Edward Carson
- 1934 : The Show-Off de Charles Reisner : J. Aubrey Piper
- 1934 : Tempête sur la ligne (Looking for Trouble) de William A. Wellman : Joe Graham
- 1934 : Tu seras star à Hollywood (Bottoms Up) de David Butler : « Smoothie » King
- 1934 : Les Nuits de New York (Now I'll Tell) d'Edwin J. Burke : Murray Golden
- 1934 : Marie Galante d'Henry King : Dr Crawbett
- 1935 : It's a Small World d'Irving Cummings : Bill Shevlin
- 1935 : La Double Vengeance (The Murder Man) de Tim Whelan : Steve Grey
- 1935 : L'Enfer (Dantes inferno) d'Harry Lachmann : Jim Carte
- 1935 : On a volé les perles Koronoff (Whipsaw) de Sam Wood : Ross McBride
- 1936 : La Loi du plus fort (Riffraff) de J. Walter Ruben : Dutch
- 1936 : Furie (Fury) de Fritz Lang : Joe Wilson
- 1936 : San Francisco de W. S. Van Dyke : père Mullin
- 1936 : Une fine mouche (Libeled Lady) de Jack Conway : Haggerty
- 1937 : On lui donna un fusil (They Gave Him a Gun) de W. S. Van Dyke : Fred P. Willis
- 1937 : Capitaines courageux (Captains Courageous) de Victor Fleming : Manuel
- 1937 : La Grande Ville (Big City) de Frank Borzage : Joe Benton
- 1937 : Mannequin de Frank Borzage : John L. Hennessey
- 1938 : Pilote d'essai (Test Pilot) de Victor Fleming : Gunner
- 1938 : Hollywood Goes to Town (court métrage)
- 1938 : Des hommes sont nés (Boys Town) de Norman Taurog : père Flanagan
- 1939 : For Auld Lang Syne: No. 4 (Court métrage)
- 1939 : Hollywood Hobbies (court métrage)
- 1939 : Stanley et Livingstone (Stanley and Livingstone) d'Henry King : Henry M. Stanley
- 1940 : Cette femme est mienne (I Take This Woman) de W. S. Van Dyke : Karl Decker
- 1940 : La Jeunesse d'Edison (Young Tom Edison) de Norman Taurog : un homme admirant le portrait de Thomas Edison
- 1940 : Northward, Ho! (court métrage)
- 1940 : Le Grand Passage (Northwest Passage) de King Vidor : major Robert Rogers

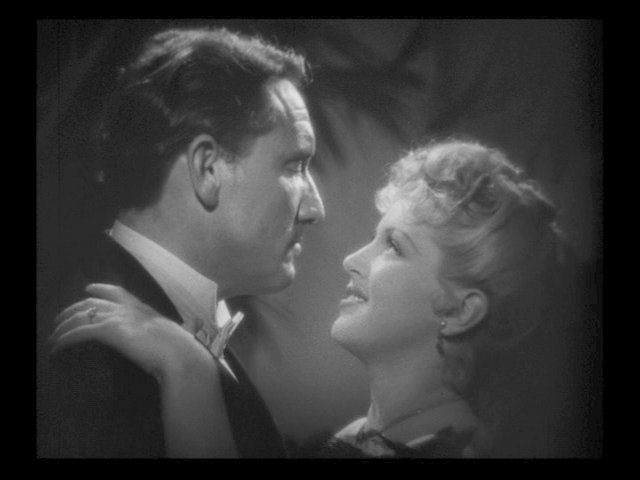
Dans Docteur Jekyll et M. Hyde (1941) avec Lana Turner.

- 1940 : La Vie de Thomas Edison (Edison, the Man) de Clarence Brown : Thomas Edison
- 1940 : La Fièvre du pétrole (Boom Town) de Jack Conway : Square John Sand
- 1941 : Des hommes vivront (Men of Boys Town) de Norman Taurog : père Flanagan
- 1941 : Docteur Jekyll et M. Hyde (Dr. Jekyll and Mr. Hyde) de Victor Fleming : Dr Henry Jekyll/Mr. Hyde
- 1942 : La Femme de l'année (Woman of the Year) de George Stevens : Sam Craig
- 1942 : Ring of Steel (court métrage) : narrateur
- 1942 : Tortilla Flat de Victor Fleming : Pilon
- 1942 : La Flamme sacrée (Keeper of the flame) de George Stevens : Steven O'Malley
- 1943 : His New World (Documentaire) : Le narrateur
- 1943 : Un nommé Joe (A Guy Named Joe) de Victor Fleming : Pete Sandidge
- 1944 : La Septième croix (The Seventh Cross) de Fred Zinnemann : George Heisler
- 1944 : Trente Secondes sur Tokyo (Thirty Seconds Over Tokyo) de Mervyn LeRoy : lieutenant-colonel Jales H. Doolittle
- 1945 : Sans amour (Without love) de Harold S. Bucquet : Pat Jamieson

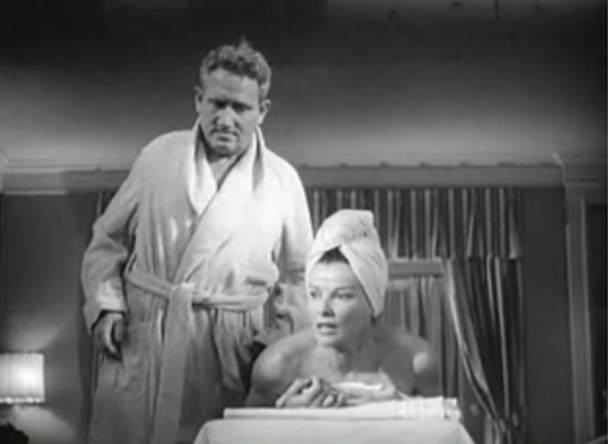
Avec Katharine Hepburn dans Madame porte la culotte (1949).

- 1947 : Le Maître de la prairie (The Sea of Grass) d'Elia Kazan : col. James B. Brewton
- 1947 : Éternel Tourment (Cass Timberlane) de George Sidney : Cass Timberlane
- 1948 : L'Enjeu (State of the Union) de Frank Capra : Grant Matthews
- 1949 : Édouard, mon fils (Edward, My Son) de George Cukor : Arnold Boult
- 1949 : Madame porte la culotte (Adam's Rib) de George Cukor : Adam Bonner
- 1949 : Malaya de Richard Thorpe : Carnahan
- 1950 : Le Père de la mariée (Father of the Bride) de Vincente Minnelli : Stanley Banks
- 1951 : For Defense for Freedom for Humanity (court métrage)
- 1951 : Allons donc, papa ! (Father's Little Dividend) de Vincente Minnelli : Stanley Banks
- 1951 : Le peuple accuse O'Hara (The People Against O'Hara) de John Sturges : James P. Curtayne
- 1952 : Mademoiselle Gagne-Tout (Pat and Mike) de George Cukor : Mike Conovan
- 1952 : Capitaine sans loi (Plymouth Adventure) de Clarence Brown : capt. Christopher Jones
- 1953 : The Actress de George Cukor : Clinton Jones
- 1954 : La Lance brisée (Broken Lance) d'Edward Dmytryk : Matt Devereaux
- 1955 : Un homme est passé (Bad Day at Black Rock) de John Sturges : John J. Macreedy

Spencer Tracy dans Procès de singe.

- 1956 : La Neige en deuil (The Mountain) d'Edward Dmytryk : Zachary Teller
- 1957 : Une Femme de tête (Desk Set) de Walter Lang : Richard Sumner
- 1958 : Le Vieil Homme et la Mer (The Old Man and the Sea) de John Sturges : le vieil homme / le narrateur
- 1958 : La Dernière Fanfare (The Last Hurrah) de John Ford : le maire Frank Skeffington
- 1960 : Procès de singe (Inherit the Wind) de Stanley Kramer : Henry Drummond
- 1961 : Le Diable à 4 heures (The Devil at Four O'Clock) de Mervyn LeRoy : père Matthew Doonan
- 1961 : Jugement à Nuremberg (Judgment at Nuremberg) de Stanley Kramer : juge Dan Haywood
- 1962 : La Conquête de l'Ouest (How the West Was Won ) de George Marshall, Henry Hathaway, John Ford : le narrateur
- 1963 : Un monde fou, fou, fou, fou (It's a Mad Mad Mad Mad World) de Stanley Kramer : capt. T.G. Culpepper
- 1967 : Devine qui vient dîner... (Guess Who's Coming to Dinner) de Stanley Kramer : Matt Drayton

## Distinctions

### Récompenses
- Oscars 1938 : Meilleur acteur pour Capitaines courageux
- Oscars 1939 : Meilleur acteur pour Des hommes sont nés

### Nominations
- Oscars 1937 : Meilleur acteur pour San Francisco
- Oscars 1951 : Meilleur acteur pour Le Père de la mariée
- Oscars 1956 : Meilleur acteur pour Un homme est passé
- Oscars 1959 : Meilleur acteur pour Le Vieil Homme et la Mer
- Oscars 1961 : Meilleur acteur pour Procès de singe
- Oscars 1962 : Meilleur acteur pour Jugement à Nuremberg
- Oscars 1968 : Meilleur acteur pour Devine qui vient dîner...

## Anecdotes
- Alcoolique, il disparaît souvent et s'isole dans une chambre d'hôtel pour boire. Il lui arrive de mettre la chambre dans un tel état qu'il se retrouve ensuite au poste. Il frôle parfois le coma éthylique[27].
- Il se bat plusieurs fois avec le réalisateur William A. Wellman, aussi irascible que lui, notamment à cause de Loretta Young[28].
- Il lui arrive de lever le poing contre des reporters et des journalistes qui tentent d'en savoir plus sur ses relations adultères[12].
- Lorsqu'il est ivre, son comportement avec certaines actrices, ses partenaires à l'écran et/ou à la ville, peut devenir violent : 
  - Myrna Loy confie que Tracy l'a pourchassée en ville après leur première rencontre[29]. Elle évoque aussi une dispute avec lui, une nuit dans sa chambre d'hôtel au St Regis, ainsi que sa violence — finalement il s'est contenté de briser une tasse[30],[31] ;
  - il se dispute avec Joan Crawford pendant le tournage de Mannequin[32] et, lors d'une émission radiophonique sur Lux Radio Theater, lui fait une remarque désobligeante qui la blesse profondément (« Joan, je pensais que tu étais une pro »)[33] ;
  - Hedy Lamarr reconnaît en Tracy un grand acteur mais avoue n'avoir aucune estime pour lui, qui lui aurait fait de la peine alors qu'ils tournaient Cette femme est mienne[34] ;
  - sur le tournage de Un nommé Joe, il harcèle sexuellement Irene Dunne[35] et il faut l'intervention de Louis B. Mayer pour le calmer : « Si je dois virer quelqu'un, ce sera Spencer et non Irene[36] » ;
  - une nuit, à New York, à la suite d'une dispute, il tente d'étrangler dans leur chambre d'hôtel Katharine Hepburn, qui parvient à le maîtriser[37] ;
- Friand de pâtisseries, il commence à prendre du poids à partir de 1936, alors qu'il joue dans Une fine mouche[11].